# Echium amoenum
Echium amoenum är en strävbladig växtart som beskrevs av Fisch. och C. A. Mey.. Echium amoenum ingår i släktet snokörter, och familjen strävbladiga växter. Inga underarter finns listade i Catalogue of Life.
Av kronbladen bereds i Iran traditionellt ett te som tillskrivs medicinska egenskaper och intas mot förkylning. Teet är klarblått men blir vinrött om man tillsätter citron.